# Neonesidea michaelseni
Neonesidea michaelseni is een mosselkreeftjessoort uit de familie van de Bairdiidae. De wetenschappelijke naam van de soort is voor het eerst geldig gepubliceerd in 1982 door Hartmann.